# Nina (Teksas)
Nina – jednostka osadnicza w Stanach Zjednoczonych, w stanie Teksas, w hrabstwie Starr.